# 北塘区
北塘区是中国江苏省无锡市已被撤销的一个市辖区。总面积为31.5平方公里，2001年人口为35万。
2015年10月，国务院批准撤销无锡市崇安区、南长区、北塘区，设立无锡市梁溪区。

## 行政区划
北塘区辖5个街道：惠山街道、北大街街道、黄巷街道、五河街道、山北街道。

## 名胜古迹

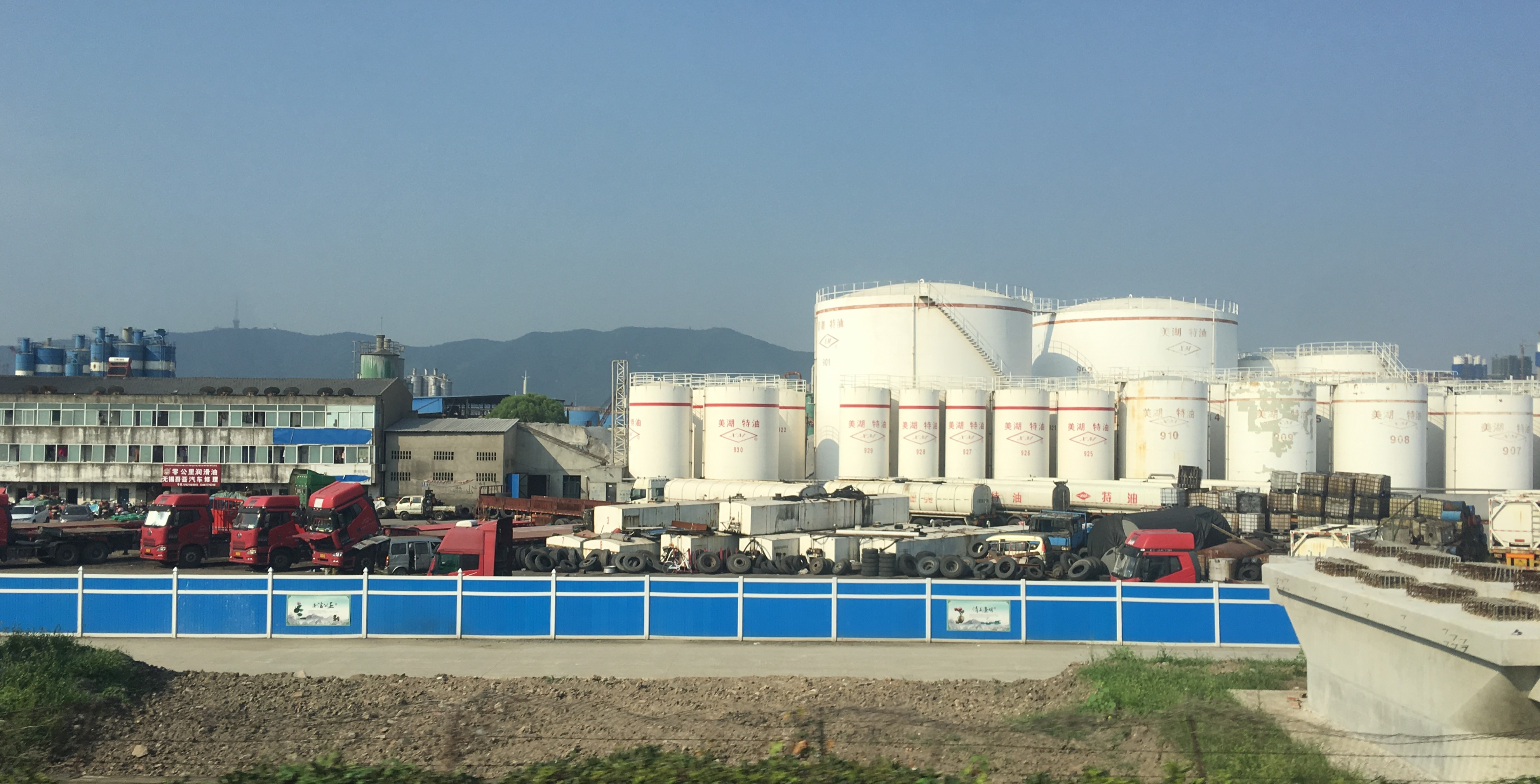
北塘區美湖石化廠

惠山、天下第二泉、寄畅园、惠山寺、黄埠墩。